# Therung állomás
Therung (Taereung) állomás metróállomás a szöuli metró 6-os és 7-es vonalán Novon-ku (Nowon-gu) kerületben. Nevét a közelben található Therung (Taereung) királysírról kapta, bár az állomás tervezésekor még Puram (불암, Buram) néven említették.

## Viszonylatok
| 6-os vonal                                 | 6-os vonal | 6-os vonal                                                    |
| ------------------------------------------ | ---------- | ------------------------------------------------------------- |
| Szokkje (Seokgye) Ungam (Eungam) felé      | 6-os vonal | Hvarangde (Hwarangdae) Sinne (Sinnae) felé                    |
| 7-es vonal                                 |            |                                                               |
| Kongnung (Gongneung) Csangam (Jangam) felé | 7-es vonal | Mokkol (Meokgol) Puphjong-ku cshong (Bupyeong-gu cheong) felé |